# Cryobanque Nationale
La Cryobanque Nationale (CBN) est un Groupement d'intérêt scientifique (GIS) pour la conservation ex situ de ressources zoogénétiques, les races d'animaux domestiques français.

## Conservation de la biodiversité
Créée en 1999, la Cryobanque nationale préserve, par cryoconservation, la semence et les embryons d'animaux domestiques français, afin de pérenniser la diversité génétique des races, de l'espèce bovine, ovine, caprine, asine, équine, cunicole, avicole, porcine et aquacole.

En 2011, la cryobanque comptait environ 250 000 doses de 13 espèces, avec plus de 4 200 donneurs, soit 70 races ou lignées sélectionnées (dont celles expérimentales). Ce matériel génétique peut être conservé sur une durée de plus de 100 ans, cependant celui-ci n'est efficace qu'en complément des dispositifs de conservation in situ des populations animales. 